# Nabil Kebbab
Nabil Kebbab est un nageur algérien, spécialiste des épreuves de sprint en nage libre (100 m et 200 m), né le 30 décembre 1983, à Tizi Ouzou.

## Carrière
Nabil Kebbab est médaillé d'or du relais 4 × 100 m nage libre et médaillé de bronze du relais 4 × 100 m quatre nages aux Jeux africains de 2003 à Abuja. Aux Jeux méditerranéens de 2005 à Almería, il obtient la médaille de bronze du 100 mètres nage libre.
Aux Championnats d'Afrique de natation 2006 à Dakar, Nabil Kebbab remporte quatre médailles d'or (100 et 200 mètres nage libre, relais 4 x 100 mètres nage libre et 4 x 200 mètres nage libre) et une médaille d'argent en relais 4 x 100 mètres quatre nages. Il est médaillé d'or du 200 mètres nage libre et médaillé d'argent du 100 mètres nage libre ainsi que du 4 x 100 mètres nage libre, du 4 x 100 mètres quatre nages et du 4 x 200 mètres nage libre aux Jeux africains de 2007 à Alger.
Il est éliminé en séries du 100 mètres nage libre aux Jeux olympiques d'été de 2008 à Pékin. Aux Jeux méditerranéens de 2009 à Pescara, il obtient la médaille de bronze du 100 mètres nage libre. Il est triple médaillé d'or aux Championnats d'Afrique de natation 2010 à Casablanca (100 mètres nage libre, 50 et 100 mètres brasse) et médaillé d'argent des relais 4 x 100 m nage libre et 4 x 100 m quatre nages. Aux Jeux africains de 2011 à Maputo, il est médaillé d'argent des relais 4 x 100 mètres nage libre et 4 x 100 mètres quatre nage, ainsi que médaillé de bronze du 50 mètres brasse et du 100 mètres brasse.
Il est à nouveau éliminé en séries du 100 mètres nage libre aux Jeux olympiques d'été de 2012 à Londres.